# Das Ekel aus Säffle
Der Roman Das Ekel aus Säffle (schwedischer Originaltitel: Den vedervärdige mannen från Säffle) des Autorenpaares Maj Sjöwall und Per Wahlöö ist der siebente Roman der Dekalogie Roman über ein Verbrechen. Die schwedische Erstveröffentlichung war 1971, in der Bundesrepublik Deutschland erschien der Roman 1973, in der DDR 1980.

## Inhalt
Im Stockholmer Sabbatsberg-Krankenhaus geschieht ein schrecklicher Mord: der  Polizist Stig Nyman wird nachts in seinem Krankenzimmer von einem Unbekannten mit einem Seitengewehr niedergemetzelt. Martin Beck und seinen Kollegen wird schnell klar, dass Nyman ein brutaler Leuteschinder war, der sich nicht nur im Polizeikorps viele Feinde gemacht hatte. Von ihnen wurde er nach seinem Herkunftsort auch das „Ekel aus Säffle“ genannt.
Da sich zunächst kein Anhaltspunkt finden lässt, gehen die Polizisten im Archiv des Polizei-Ombudsmannes vielen alten Beschwerden über Nyman nach. Dabei stoßen sie auf die Eingabe des ehemaligen Kollegen Åke Eriksson, der ihnen besonders verdächtig vorkommt: Erikssons Frau wurde im diabetischen Koma von Nyman als betrunken angesehen und in die Ausnüchterungszelle gesperrt, was ihren Tod zur Folge hatte. Auf dem Dach eines Hochhauses in der Stockholmer Innenstadt kommt es schließlich zum Showdown, bei dem Martin Beck durch einen Schuss schwer verletzt wird.
Das Buch wurde 1976 von dem schwedischen Regisseur Bo Widerberg verfilmt (Originaltitel: Mannen på taket; deutscher Titel: Der Mann auf dem Dach).  